# Condominiul Bosniei și Herțegovinei

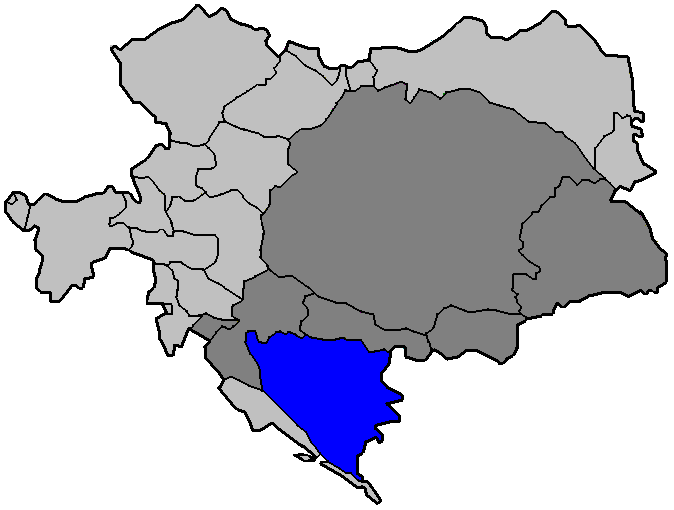
Bosnia și Herțegovina în Austro-Ungaria

Administrația austro-ungară în Bosnia și Herțegovina (oficial: Condominiul Bosniei și al Herțegovinei, în 1878–1918) a început după ce Armata comună a Austro-Ungariei a ocupat Bosnia și Herțegovina de la otomani în 1878, potrivit acordurilor de la Berlin. De la 1908 teritoriul a fost oficial anexat în calitate de condominium la imperiul austro-ungar, stârnind Criza bosniacă.
Stăpânirea austro-ungară s-a încheiat după prăbușirea Dublei Monarhii la sfârșitul Primului Război Mondial, în 1918.